# Lyela
Lyela ist eine Gattung der Schmetterlinge (Tagfalter) aus der Familie der Edelfalter (Nymphalidae). Sie wurde 2009 mit der Gattung Coenonympha synonymisiert.

## Beschreibung
Die Vorderflügel sind dreieckig, die Costa ist gebogen und der Apex ist etwas rund. Der Winkel des Hinterflügels ist wesentlich runder und der Hinterrand gerade. Die Costa und der Außenrand der Hinterflügel sind gleichmäßig gebogen. Die Flügeladern sind typisch für die Gattung Coenonympha.
Die Labialpalpen sind sehr haarig, das dritte Gelenk ist lang. Die Haare der Gelenke ragen sie über die Spitze hinaus. Die Fühler sind halb so lang wie die Costa und schlank. Der Kolben ist groß, oval, spatelförmig und sehr flach.
Die Falter haben keine sekundären Sexualmerkmale.

## Arten
- Lyela amirica Wyatt, 1961
- Lyela macmahoni Swinhoe, 1908
- Lyela myops (Staudinger, 1881)

## Systematik
Die Gattung wurde 1908 von C. Swinhoe aufgestellt. Die Typusart ist macmahoni. Die Ähnlichkeit zur Gattung Coenonympha wurde schon von Swinhoe erkannt. Kodandaramaiah und Wahlberg 2009 zeigten durch genetische Untersuchungen, dass die Arten zusammen mit Coenonympha nolckeni eine Klade bilden und synonymisierten sie deshalb mit Coenonympha.